# زهره ظریف
زهره ظریف (زهرة ظریف بیطاط؛ زادهٔ ۲۸ دسامبر ۱۹۳۴) وکیل بازنشسته الجزایر و معاون رئیس شورای ملی، مجلس نمایندگان الجزایر است. او در طول جنگ استقلال الجزایر به عنوان یکی از فعال‌ترین اعضا از سوی جبهه آزادیبخش ملی الجزایر (FLN)) شناخته شده‌است.

## زندگی‌نامه
ظریف در سال ۱۹۳۴ یک خانوادهٔ الجزایری طبقه بالا متولد شد. او در یک مدرسه نخبه در الجزیره درس خواند و بعد از ۱۹۵۴–۵۵ در دانشکدهٔ حقوق دانشگاه الجزایر مشغول به تحصیل شد، اما بعد از آنکه FLN خواستار اعتصاب دانشجویی شد، از تحصیل دست کشید. در حالی که یک دانشجو بود او افکار زن‌گرایانه و ضد استعماری خود را توسعه داد.

## فعالیت‌ها

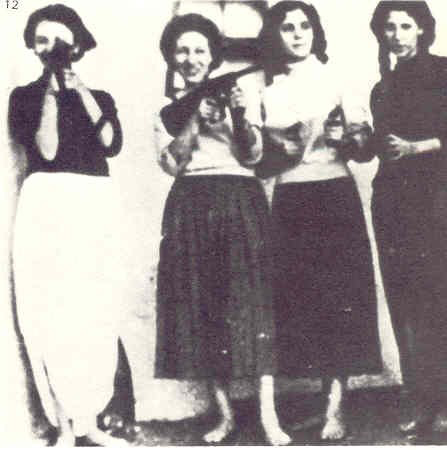
از سمت چپ به راست سامیة لخضری، زهرة ظریف، جمیلة بوحیرد وحسیبة بن بوعلی

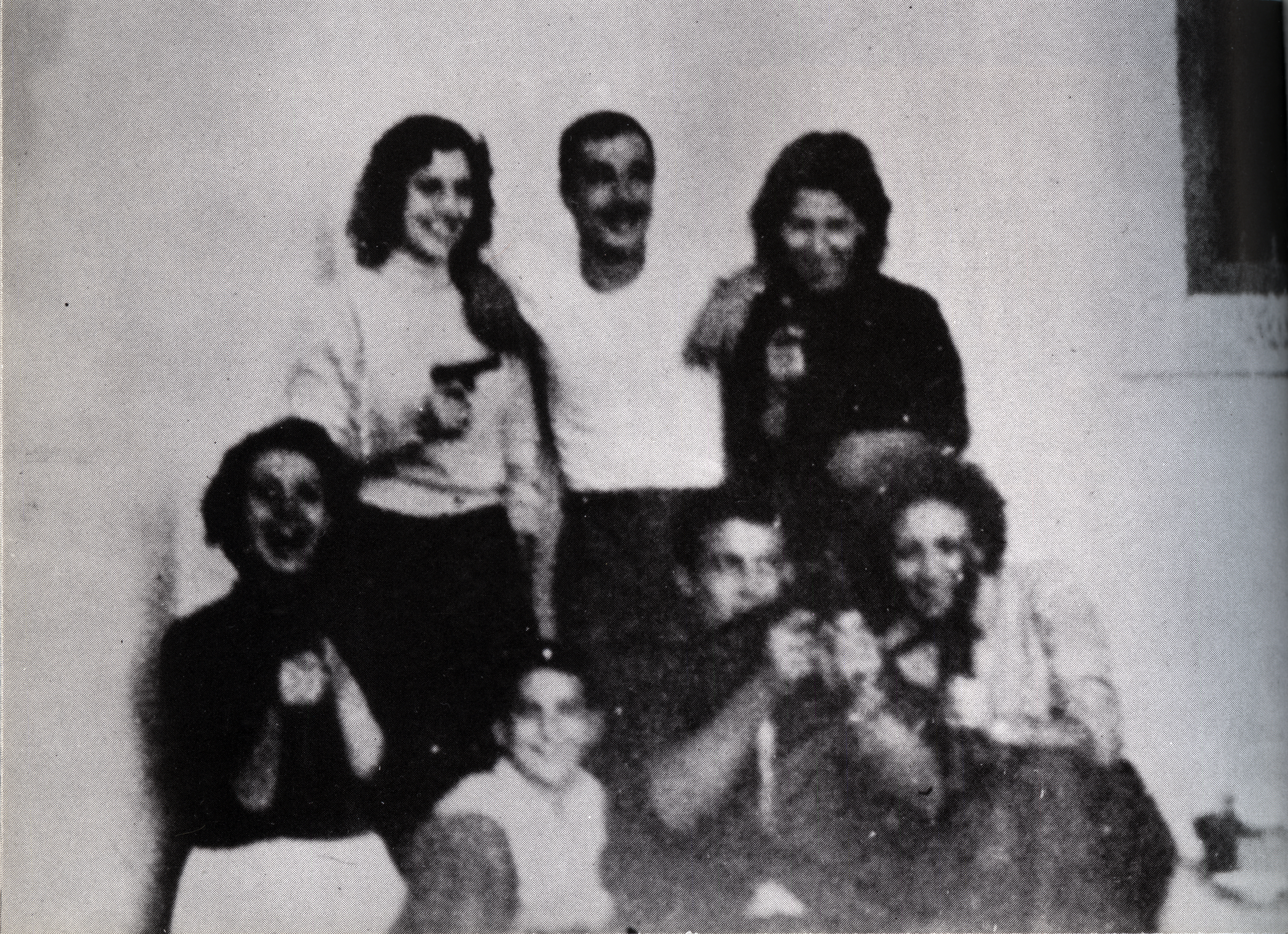
زهره ظریف اولین نفر سمت راست (نشسته)

ظریف همچنین نقش فعال در فعالیت‌های FLN را در سال‌های ۱۹۵۴–۵۵ ایفاکرد. در کنار دوزیلا بوحیرد و هاسیاب بن بلولی، او توانست از زنان الجزیره برای جنبش حمایت کند. او همچنین در کمک به مخفی کردن اعضای مرد FLN از پلیس در سال ۱۹۵۶ نقش فعالی داشت.
ظریف پس از جنگ نیز از نظر سیاسی فعال بود. به عنوان مثال، در تظاهرات علیه قانون خانواده در دهه ۱۹۸۰ شرکت داشت.

## بمب‌گذاری در کافه شیر
ظریف هنگامی که بیست ساله بود، در ۳۰ سپتامبر ۱۹۵۶، یک بمب را در کافه شیر فرانسوی گذاشت و سه جوان فرانسوی و ده‌ها تن را در یکی از اولین اقدامات نبرد الجزایر کشت.

## دستگیری و زندان
در اوت ۱۹۵۸، توسط دادگاه نظامی الجزایر برای تروریسم به ۲۰ سال زندان محکوم شد و در بخش زنان زندان بارباروسا زندانی شد. او در سال ۱۹۶۰ یک رساله ۲۰ صفحه‌ای تحت عنوان مرگ برادران من را در حالی که هنوز در زندان بود منتشر کرد. او در سال ۱۹۶۲ با عفو شارل دوگل به مناسبت استقلال الجزایر آزاد شد.

## زندگی شخصی
ظریف بیوه رئیس رژیم سابق الجزایر، ربه بیت است. گزارش شده‌است که او یک دوست نزدیک رئیس‌جمهور سابق الجزایر عبدالعزیز بوتفلیقه بوده‌است.